# Байеу, Франсиско
Франсиско Байеу (Байеу-и-Субиас; исп. Francisco Bayeu y Subías; 9 марта 1734, Сарагоса, Арагон, Испания — 4 августа 1795, Мадрид, Испания) — испанский художник. Шурин Франсиско Гойи, старший брат и учитель художников Рамона и Мануэля Байеу. Ректор мадридской Королевской академии художеств Сан-Фернандо — главного учебного заведения Испании в области изящных искусств, в том числе и живописи (1788—1795).

## Биография
Родился в 1734 году в Сарагосе (историческая область Арагон). В детстве получил хорошее образование. Его первыми учителями живописи были художники Хосе Лузан и Антонио Гонсалес Веласкес. 
На талант художника обратили внимание, и в начале 1763 года он был вызван в Мадрид, чтобы содействовать придворному живописцу Рафаэлю Менгсу в создании росписей Королевского дворца. Высочайшая протекция позволила Франсиско тут же попасть в Академию Сан-Фернандо в Мадриде. Однако, после смерти родителей необходимость позаботиться о младших братьях заставила его вернуться в Сарагосу. Несколько лет спустя он вернулся в Мадрид.
В последующие годы одним из его коллег был Франсиско Гойя, который женился на его сестре, Хосефе Байеу. 
Франсиско Байеу был назначен профессором Королевской академии изящных искусств Сан-Фернандо в 1765 году и её директором в 1788 году. Байеу украсил росписями картезианский монастырь близ Сарагосы. В 1767 году он получил звание придворного художника короля Испании Карла III. Он принимал участие в оформлении различных королевских дворцов близ Мадрида, а также создавал подготовительные эскизы для Королевской фабрики гобеленов. Кроме того, он много работал над созданием религиозных картин и росписей для католических храмов Испании, включая базилику Девы Марии дель Пилар в Сарагосе и Толедский собор.

## Галерея

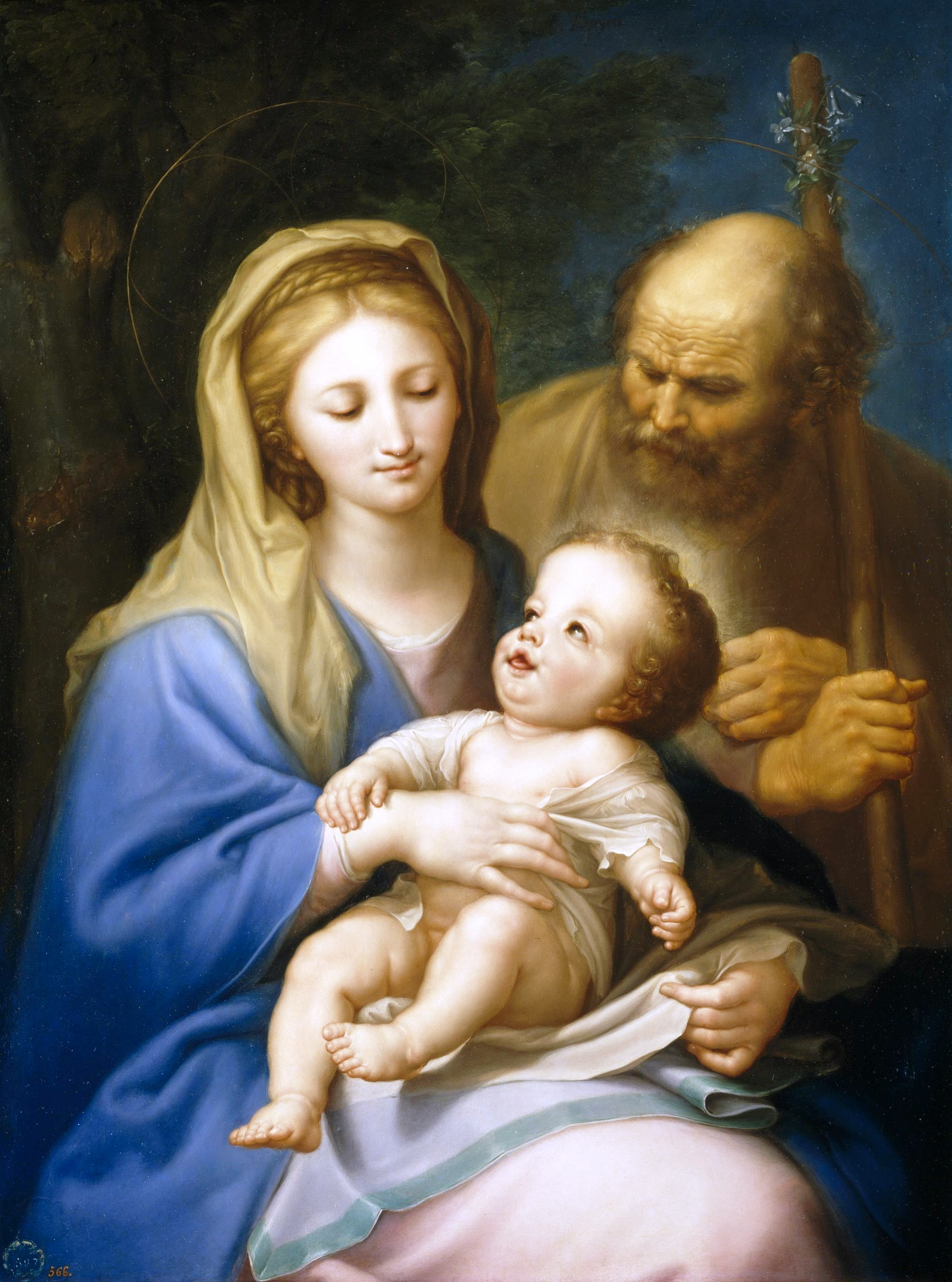
Святое Семейство
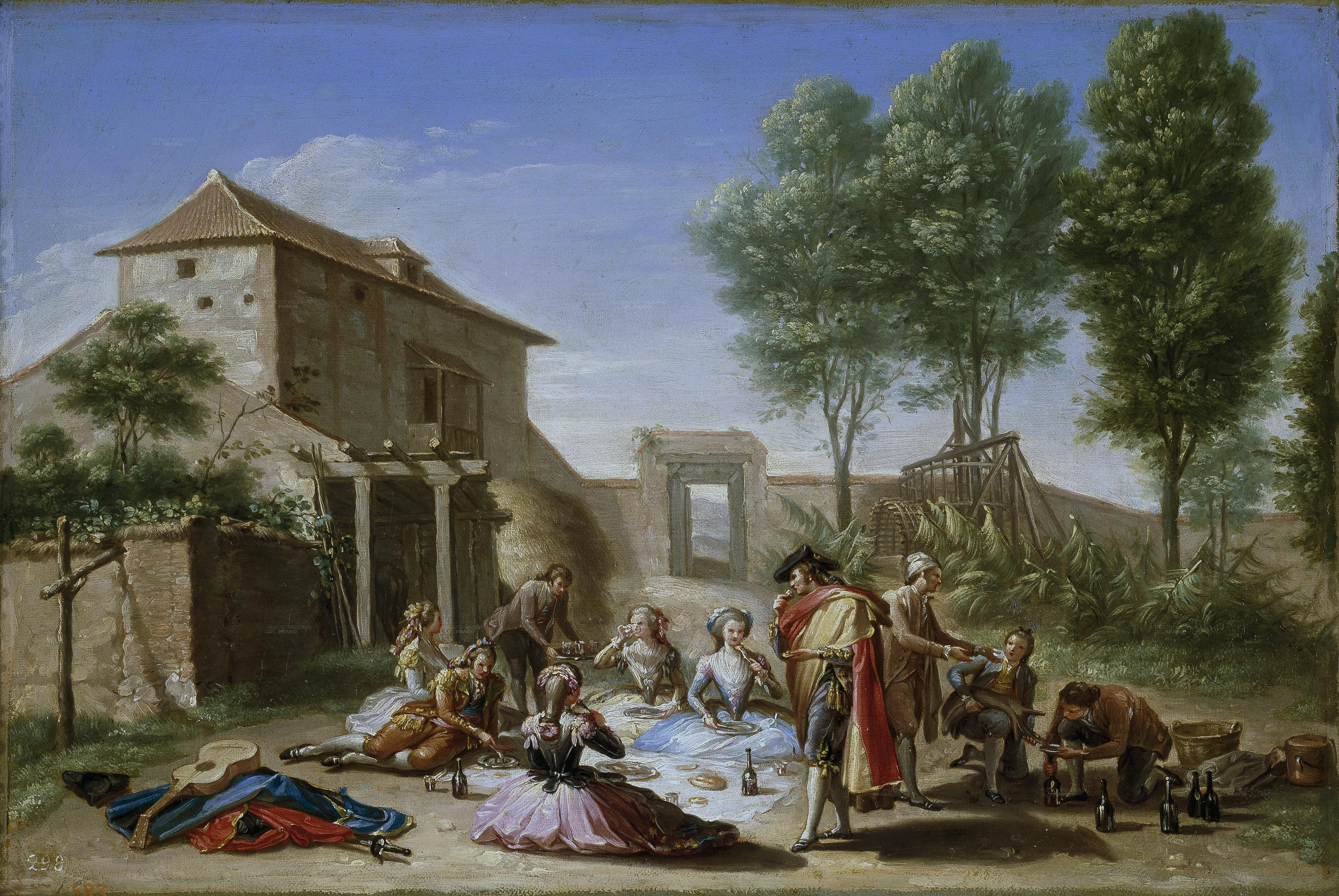
Загородный пикник
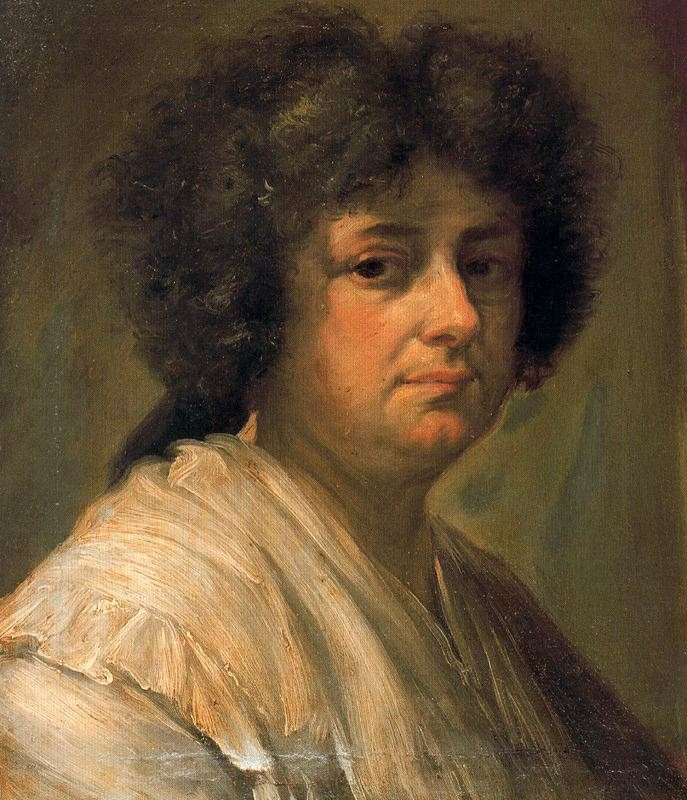
Портрет жены
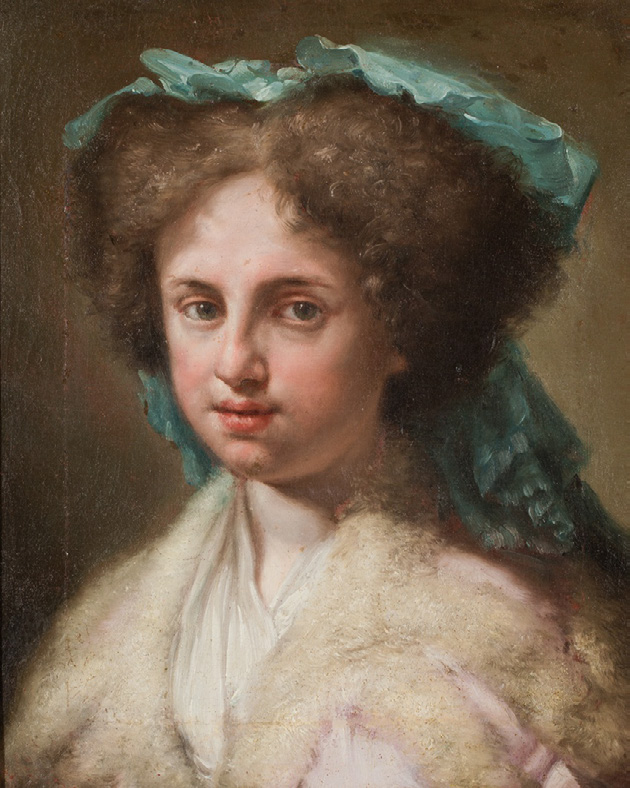
Портрет дочери
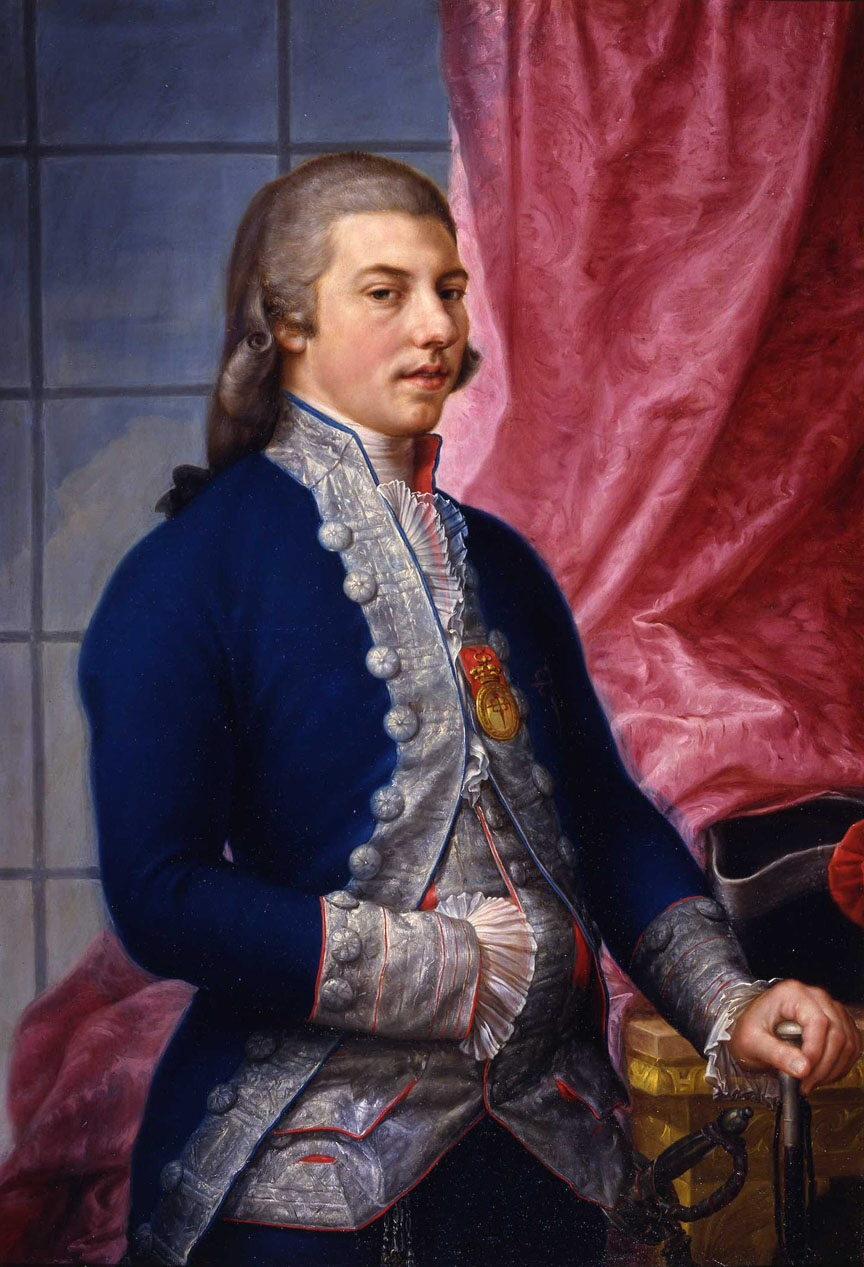
Портрет Мануэля Годоя
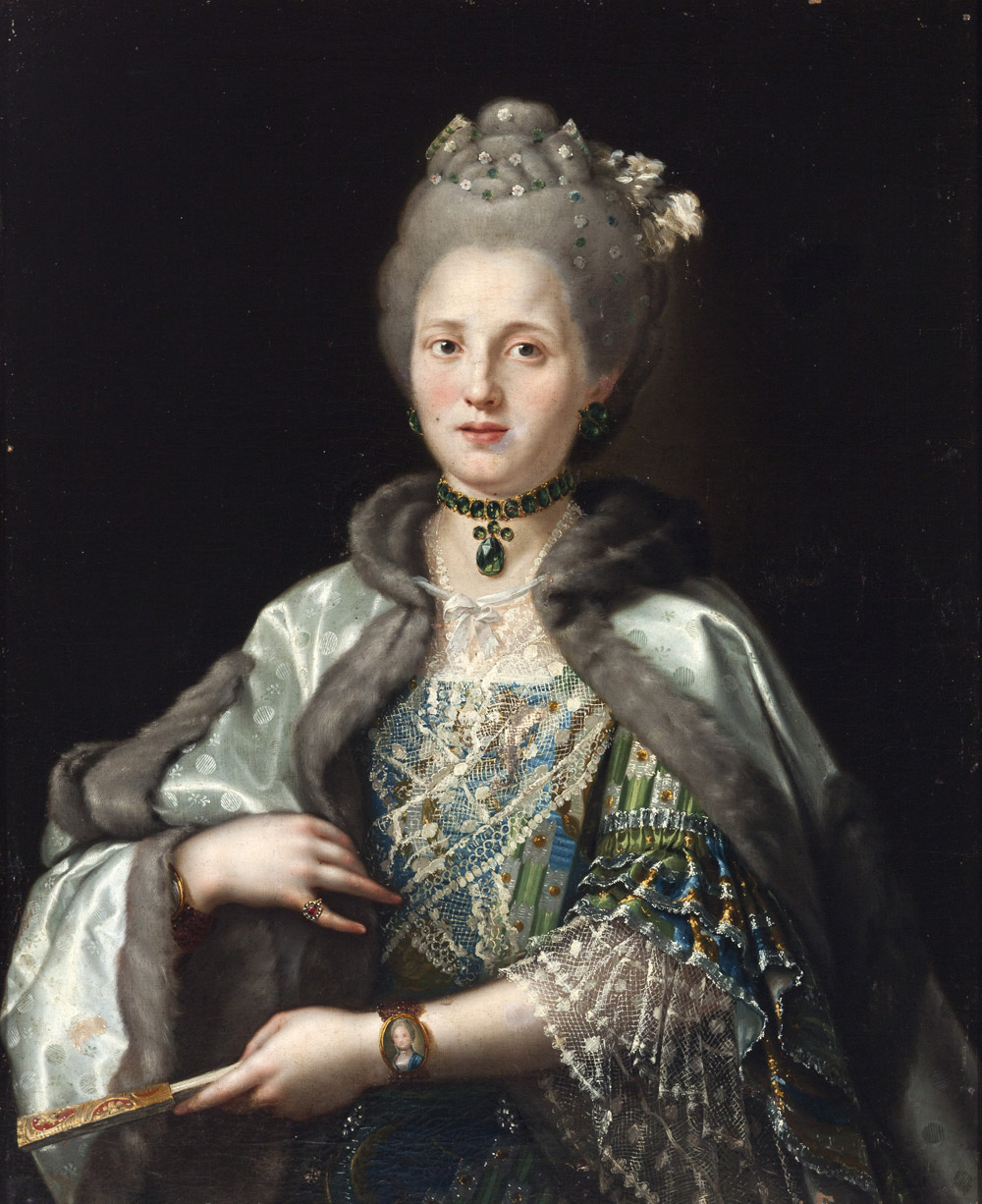
Портрет аристократки Паолы Мельци д’Эриль